# Sárospatak
Sárospatak es una ciudad de Hungría, en el condado de Borsod-Abaúj-Zemplén.
Situada sobre el río Bodrog, a los pies de las alturas de Hegyalja, tiene una superficie de 100,5 km ² y en 2010 tenía 13060 habitantes. 
Habitada desde tiempos antiguos, Sárospatak ganó estatus de ciudad en 1201 por el rey Emerico de Hungría, mientras que Andrés II de Hungría construyó el castillo donde su esposa Gertrudis dio a luz a su hija Isabel, la futura Isabel de Hungría. 
Bajo el emperador Segismundo se la elevó a la categoría de una ciudad real libre, siendo un importante destino para los turistas.

## El colegio calvinista
Fundado en 1531, era el instituto educativo más importante de Hungría en aquella época. Desde 1650 y durante 4 años enseñó en sus aulas el pedagogo reformista Comenio.